# 덴마크의 경제
아래는 덴마크의 경제에 관한 내용이다. 덴마크의 명목 GDP는 세계에서 32번째인 333,238,000,000 달러로 추산되었다. 세계 은행 지니 (%)에 따르면 세계에서 소득 불균등 수준이 가장 낮으며 IMF에 따르면 최저 임금이 세계에서 가장 높다. 2012년 6월 기준으로 실업률은 7.4%를 기록하였는데 이는 유럽 평균 9.6%보다 아래이다.
덴마크의 주요 수출 품목은 산업 제조 제품 73.3% (기계류 21.4%, 연료, 화학 등 26%), 소비를 위한 농산물 및 기타 물품 18.7% (2009년 기준 육류가 전체 수출 품목의 5.5%, 어류가 2.9%)이다.

## GDP
2002~2007년 기준으로 선별된 PPP GDP 및 성장률 표는 다음과 같다:
| 연도 | GDP (단위: 10억 USD PPP) | % GDP 성장률 |
| ---- | ------------------------ | ------------ |
| 2002 | 166.876                  | 0.5          |
| 2003 | 170.798                  | 0.7          |
| 2004 | 178.477                  | 2.4          |
| 2005 | 187.721                  | 3.1          |
| 2006 | 195.581                  | 3.2          |
| 2007 | 212.404                  | 1.8          |

## 같이 보기
- 빅맥 지수

## 참조
1. ↑  “Development in the number of inhabitants month by month”. 《www.dst.dk》. Statistics Denmark. 2024년 10월 27일에 확인함.
2. 1 2 3 4  “World Economic Outlook Database, October 2024 Edition. (Denmark)”. 《www.imf.org》. 국제 통화 기금. 2024년 10월 22일. 2024년 10월 27일에 확인함.
3. ↑  "NAN1: Forsyningsbalance, bruttonationalprodukt (BNP),økonomisk vækst, beskæftigelse mv. efter transaktion og prisenhed". Statistics Denmark. B.1*g Bruttonationalprodukt, BNP → Bidrag til realvækst i BNP, (procentpoint) → 2023. Retrieved 13 January 2025.
4. ↑  “Labor force, total – Denmark”. 《data.worldbank.org》. 세계은행. 2023년 11월 24일에 확인함.
5. ↑  “Gini Coefficient”. Vision of Humanity.org. 2010년 6월 1일에 원본 문서에서 보존된 문서. 2011년 1월 23일에 확인함.
6. ↑  World Economic Outlook Database, October 2010 Edition
7. ↑  “Harmonised unemployment rate by gender”. Eurostat. 2012년 6월 12일에 확인함.
8. ↑  “Denmark”. 《The World Factbook》. CIA. 2012년 1월 19일. 2015년 9월 18일에 원본 문서에서 보존된 문서. 2012년 6월 13일에 확인함.